# Vierzehen-Reiswühler
Der Vierzehen-Reiswühler (Oryzorictes tetradactylus) ist eine Säugetierart aus der Gattung der Reiswühler innerhalb der Familie der Tenreks. Sein Verbreitungsgebiet beschränkt sich auf eine Hochgebirgsregion im zentral- und südöstlichen Madagaskar. Dort bewohnen die Tiere die Areale oberhalb der Baumgrenze, die Habitate umfassen Feuchtgebiete und offene Gebüschlandschaften. Sie sind an eine grabende Lebensweise angepasst, der Körper ist kompakt gestaltet und besitzt kräftige Gliedmaßen mit breiten Füßen. Der Schwanz erreicht nur die Hälfte der Länge des übrigen Körpers. Über die Lebensweise des Vierzehen-Reiswühlers liegen keine Informationen vor. Er wird generell nur selten gesichtet, weswegen auch keine Angaben über die Gefährdung des Bestandes gemacht werden können. Die Art wurde 1882 wissenschaftlich eingeführt.

## Merkmale

### Habitus
Der Vierzehen-Reiswühler ist ein mittelgroßer Vertreter der Tenreks. Er erreicht eine Kopf-Rumpf-Länge von 10,5 bis 11,5 cm und eine Schwanzlänge von 4,3 bis 5,7 cm. Die Gesamtlänge der Tiere liegt zwischen 14,8 und 17,2 cm. Das Gewicht eines einzelnen gewogenen Individuums belief sich auf 36 g. Im äußerlichen Erscheinungsbild ähnelt der Vierzehen-Reiswühler dem nahe verwandten Eigentlichen Reiswühler (Oryzorictes hova). Er hat einen kompakten Körperbau sowie kurze Gliedmaßen mit breiten Füßen. Der nahezu nackte Schwanz erreicht nur etwa die Hälfte der Länge des übrigen Körpers. Außerdem sind Augen und Ohren relativ klein, letztere wurden bei einem untersuchten Tier 12,5 mm lang. Das Fellkleid ist sehr weich. Es zeichnet sich durch einen überwiegend dunkelbraunen Farbton aus, am Rücken treten teilweise hellbraune Einsprenkelungen auf. Es sind aber auch Tiere mit nahezu schwarzem Rücken und gräulicher Unterseite bekannt. Die Hände verfügen über vier Finger, die Füße über fünf Zehen. Die Krallen sind kräftig, sie entsprechen denen des Eigentlichen Reiswühlers, sind aber durchschnittlich kürzer. Der Hinterfuß eines Individuums maß 16,5 mm in der Länge.

### Schädel- und Gebissmerkmale
Der Schädel ähnelt dem des Eigentlichen Reiswühlers, er ist beim Vierzehen-Reiswühler aber nicht ganz so kräftig gebaut und besitzt nicht so robuste Knochenmarken als Muskelansatzstellen. Ebenso zeigt er sich am Hirnschädel nicht so stark verbreitert und am Rostrum weniger verlängert. Im Gebiss sind kaum Unterschiede feststellbar.

## Verbreitung

Verbreitungsgebiet des Vierzehen-Reiswühlers

Der Vierzehen-Reiswühler ist endemisch in Madagaskar verbreitet und kommt dort im zentral- und südöstlichen Landesteil vor. Das Hauptverbreitungsgebiet befindet sich im Andringitra-Gebirge in der Provinz Fianarantsoa, wo die Art in hohen Gebirgslagen von 2050 bis 2450 m über dem Meeresspiegel anzutreffen ist. Die Tiere besiedeln Regionen oberhalb der Baumgrenze, ihr bevorzugtes Habitat besteht aus Heidekraut-Gebüschlandschaften, offenen Grasgebieten und Marschflächen. Insgesamt konnte der Vierzehen-Reiswühler bisher an weniger als zehn Fundlokalitäten nachgewiesen werden, darunter das Plateau d’Andohariana und der Pic Boby. Ein Großteil der bekannten Individuen stammt bereits von Aufsammlungen im Ausgang des 19. Jahrhunderts, etwa durch Charles Immanuel Forsyth Major während seiner Forschungsreise von 1894 bis 1896. Die Art wurde in jüngerer Zeit nur selten gesichtet, Berichte von vier beobachteten Individuen stammen von wissenschaftlichen Expeditionen in das Andringitra-Gebirge in den 1970er Jahren, bei Feldforschungen dort in den 1990er Jahren wurden wenigstens zwei Tiere registriert. Daher können keine Angaben über die Häufigkeit und Populationsgröße des Vierzehen-Reiswühlers gemacht werden. Möglicherweise ist er schwer zu beobachten. In der Region kommt auch der Eigentliche Reiswühler vor, in der Regel umfasst sein Verbreitungsgebiet im Andringitra-Gebirge aber Höhenlagen von unter 2000 m.

## Lebensweise
Über die Lebensweise liegen keine Informationen vor. Es wird angenommen, dass die Tiere teils unterirdisch leben, aber auch, dass die Anpassungen an eine grabende Tätigkeit nicht ganz so stark entwickelt sind wie beim Eigentlichen Reiswühler.

## Systematik
Der Vierzehen-Reiswühler ist neben dem Eigentlichen Reiswühler (Oryzorictes hova) eine der beiden Arten aus der Gattung der Reiswühler (Oryzorictes). Die Reiswühler wiederum gehören zur Familie der Tenreks (Tenrecidae), endemisch in Madagaskar auftretenden Säugetieren mit vielfältigen Anpassungen an eine insekten- und fleischfresserische Ernährungsweise. Innerhalb der Tenreks werden die Reiswühler zusammen mit den Kleintenreks (Microgale) und den Vertretern der Gattung Nesogale zur Unterfamilie der Reistenreks (Oryzorictinae) zusammengefasst. Im Gegensatz zu den bodenlebenden bis baumkletternden Nesogale-Arten und den formenreichen Kleintenreks mit variantenreichen Lebensweisen sind die Reiswühler durch ihren Körperbau deutlich stärker an eine unterirdische Fortbewegung angepasst. Genetischen Untersuchungen zufolge stellen die Reiswühler die Schwestergruppe der beiden übrigen Gattungen der Reistenreks dar. Ihre Abspaltung von der weiteren Entwicklungslinie vollzog sich stammesgeschichtlich schon relativ früh, etwa im Oberen Oligozän vor rund 27 Millionen Jahren.
Die wissenschaftliche Erstbeschreibung des Vierzehen-Reiswühlers führten Alphonse Milne-Edwards und Alfred Grandidier im Jahr 1882 durch. Sie verwendeten dazu ein Individuum vom „Plateau d’Emirne“, was heute der Region Imerina im zentralen Madagaskar entspricht; sie stellt das Typusgebiet der Art dar. Beide Autoren unterschieden ihre neue Art vom Eigentlichen Reiswühler über das Fehlen des Daumens, den schmaleren und längeren Schädel und den verhältnismäßig kürzeren Schwanz. Das Fell beschrieben sie als schiefergrau und seidig. Im Jahr 1896 stellte  Charles Immanuel Forsyth Major die Art Oryzoryctes niger anhand eines Individuums von 10,6 cm Körper- und 4,9 cm Schwanzlänge aus Marschgebieten bei Antsirabe ebenfalls im zentralen Madagaskar auf. Als besonderes Charakteristikum hob Major die dunkle Fellfärbung hervor, auf die auch der wissenschaftliche Artname beruht. Er erkannte die große Ähnlichkeit zum Vierzehen-Reiswühler, sah Oryzoryctes niger aber in einer Mittlerstellung zwischen ersterem und dem Eigentlichen Reiswühler. Etwa zwei Dekaden später, 1918, stufte Oldfield Thomas Oryzorictes niger nur als dunkle Farbvariante des Vierzehen-Reiswühlers ein. Diese Meinung vertrat 1972 auch Henri Heim de Balsac, generell gilt Oryzorictes niger heute als Synonym zu Oryzorictes tetradactylus. Thomas hatte im Jahr 1918 in einem Gliederungsversuch der Tenreks die Gattung Nesoryctes kreiert, die dem Vierzehen-Reiswühler vorbehalten war. Die Ausgliederung aus Oryzorictes begründete Thomas mit dem grazileren Schädelbau des Vierzehen-Reiswühlers und dessen nicht ganz so starker Anpassung an eine grabende Lebensweise gegenüber dem Eigentlichen Reiswühler. In der Folgezeit wurde Nesoryctes teilweise als Untergattung von Oryzorictes geführt beziehungsweise mit letzteren als identisch betrachtet.

## Bedrohung und Schutz
Über den Vierzehen-Reiswühler liegen insgesamt nur wenige Informationen bezüglich der biologischen Bedürfnisse, der Größe der Population und der genauen Verbreitung vor. Daher kann auch der Grad der Bedrohung des Bestandes nicht bestimmt werden. Die IUCN listet die Art in der Kategorie „ungenügende Datengrundlage“ (data deficient). Sie ist im Nationalpark Andringitra nachgewiesen. Zum Schutz der Tiere sind Feldforschungen zu ihrer Biologie und zu ihrem Vorkommen notwendig.